# Estepa crespa

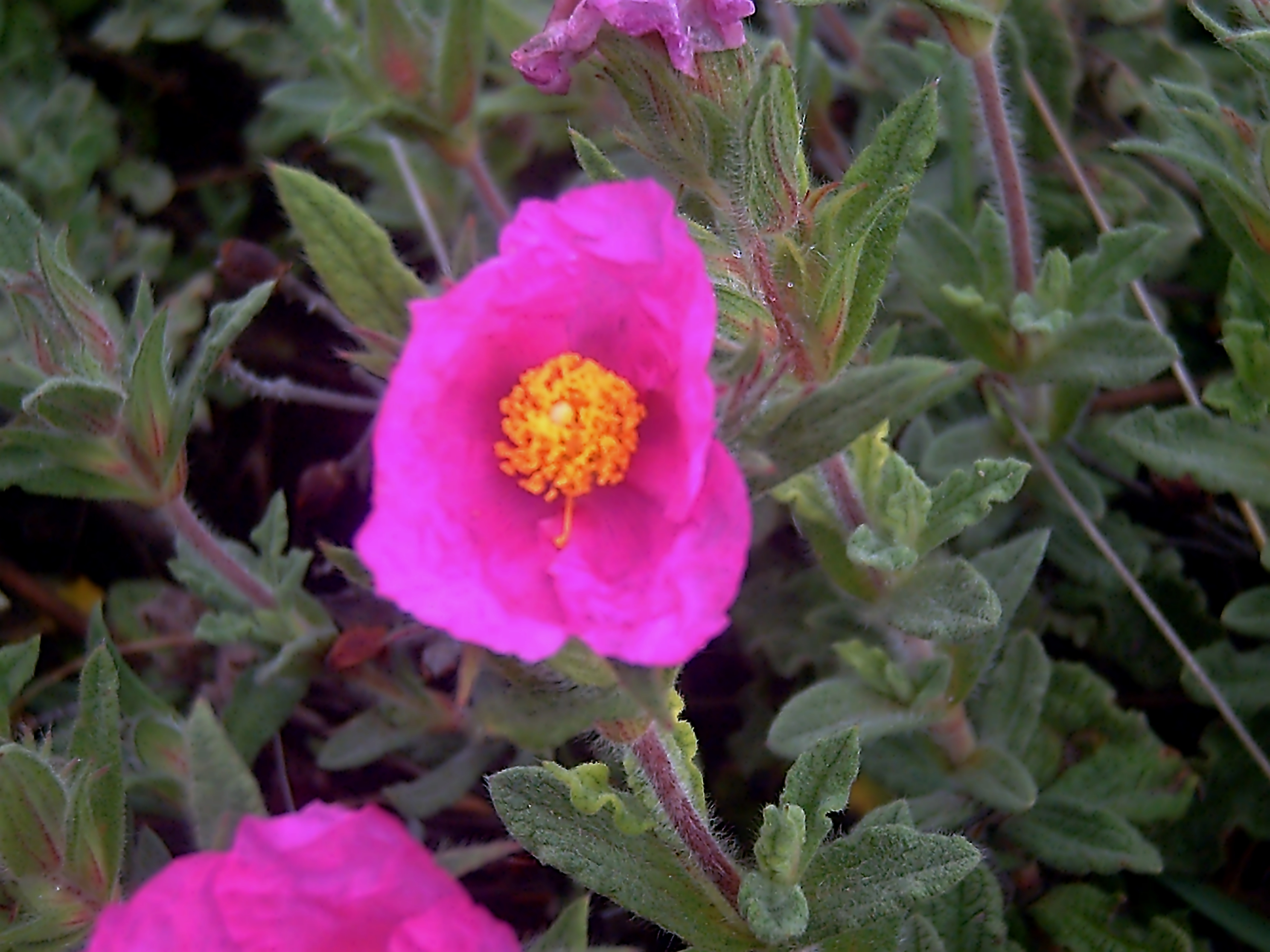
Detall de la flor

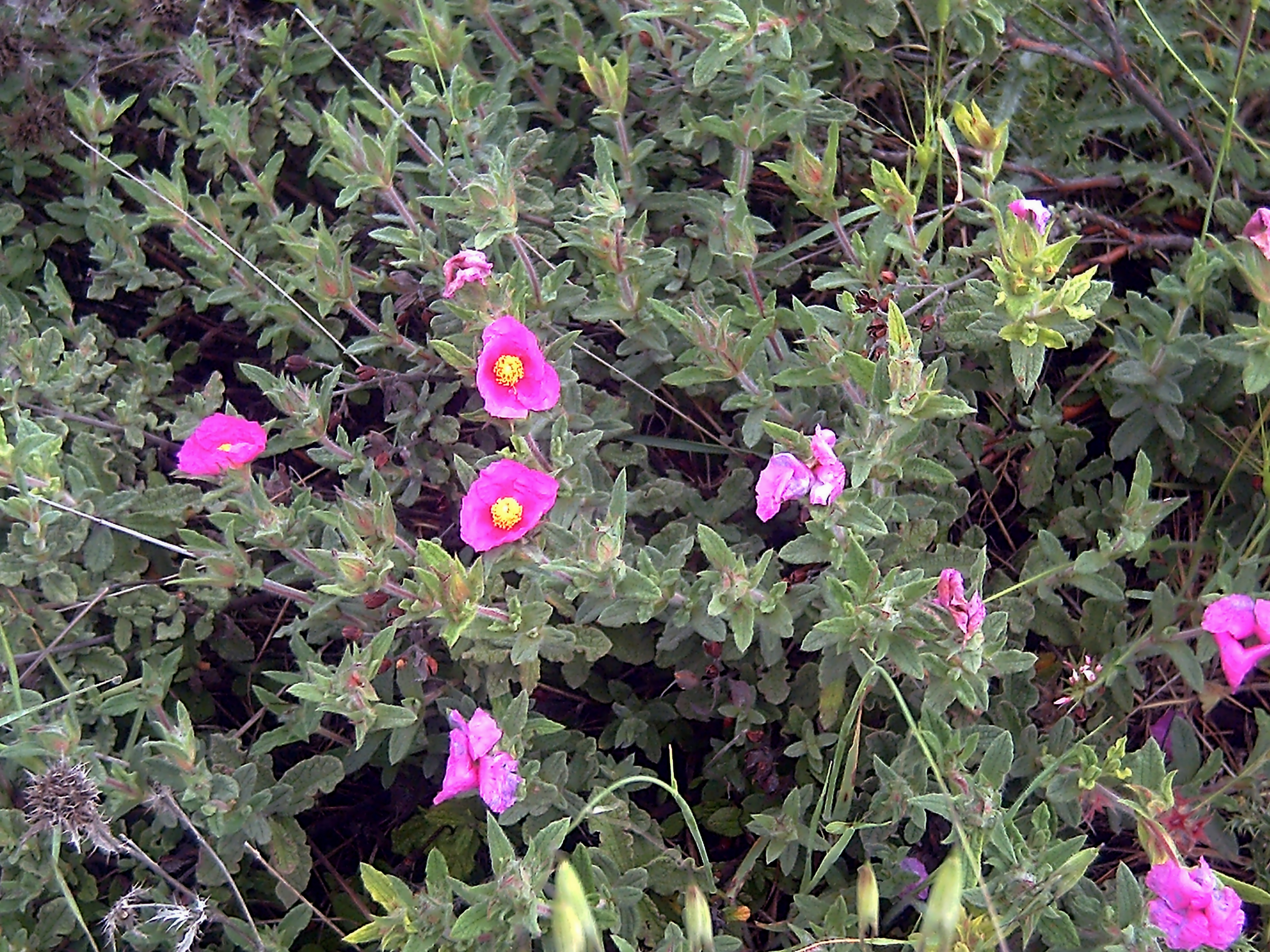
Vista de la planta al seu hàbitat

L'estepa crespa (Cistus crispus) és una espècie de planta de les anomenades estepes del gènere Cistus. La seva distribució és només a la part oest de la Conca del Mediterrani, des de Sicília i el litoral mediterrani de França a la part de la península Ibèrica i del Magrib. Als Països catalans es troba a parts de Catalunya i del País Valencià.
Les seves fulles són ovato-lanceolades de 10-40 x 4-14 mm, de color verd fosc, sèssils, soldades per la part basal amb el marge ondulat i aspecte rugós, presentant pèls i glàndules a la seva superfície. La planta fa de 10 a 50 cm d'alt i té una escorça terrós-rogenca, escamosa i amb branques quelcom postrades. Floreix d'abril a juny i presenta unes flors purpúries, agrupant-se aquestes en inflorescències denses curtament pedunculades. Tenen els pètals de color roig intens amb el marge cresp. Viu a brolles de sòl sec, sovint arenós i de reacció àcida, des del nivell del mar fins als 800 m d'altitud.